# Wattrelos
Wattrelos es una localidad y comuna francesa situada en el departamento de Norte y en la región de Norte-Paso de Calais. 
Está ubicada en la frontera con Bélgica, al noreste de la ciudad de Lille en cuya área urbana está inscrita como la quinta población más importante. En el censo de 1999, Wattrelos tenía una población de 42.753.

## Demografía
| 3 590 | 3 214 | 3 969 | 4 901 | 7 864 | 7 300 | 8 736 | 9 432 | 10 360 | 12 315 | 13 113 | 14 682 | 15 325 | 15 725 | 17 118 | 19 770 | 22 731 | 25 884 | 27 503 | 29 089 | 27 733 | 29 032 | 30 647 | 31 084 | 28 796 | 31 993 | 41 319 | 43 754 | 45 440 | 44 626 | 43 675 | 42 753 | 42 077 |
| Para los censos de 1962 a 1999 la población legal corresponde a la población sin duplicidades (Fuente: INSEE [Consultar]) |       |       |       |       |       |       |       |        |        |        |        |        |        |        |        |        |        |        |        |        |        |        |        |        |        |        |        |        |        |        |        |        |